# Seznam hradů ve Zlínském kraji
Seznam hradů nacházejících se ve Zlínském kraji, seřazených podle abecedy:

## A
- Arnoltovice

## B
- Bánov
- Brumov
- Buchlov

## C
- Cimburk

## E
- Engelsberk

## H
- Hrádek u Přílep
- Hradiště
- Hulín

## Ch
- Chlum

## K
- Kasařov
- Klenov
- Kroměříž
- Křídlo

## L
- Lukov

## M
- Malenovice

## N
- Nový Šaumburk

## O
- Obřany

## P
- Pulčín

## R
- Rožnov
- Rýsov

## S
- Skalný
- Starý Světlov
- Střílky

## Š
- Šarovy
- Šaumburk

## U
- Uherský Brod
- Uherský Ostroh

## Z
- Zlín
- Zuvačov

## Ž
- Žeranovice